# 喬伊 (嘉靖進士)
喬伊（1517年—1583年），字良相，號莘野，又號起莘，順天府通州三河縣人，民籍，明朝官员。

## 生平
嘉靖三十四年（1555年）乙卯科順天府鄉試第七十四名舉人。嘉靖三十五年（1556年）聯捷丙辰科三甲第七十九名進士。
刑部观政，授直隶安庆府推官，三十八年升南京户部廣東司主事，历升浙江司员外、湖广司郎中，致仕。万历十一年卒，年六十七。

## 家族
曾祖喬盛，稅課司大使；祖父喬景淳，壽官；父喬志泰，縣丞、封南京户部署郎中。母管氏，封太安人。兄倫、佐（监生）、佑、弟傅（生员）。